# Lomaptera miaae
Lomaptera miaae är en skalbaggsart som beskrevs av Rigout 1997. Lomaptera miaae ingår i släktet Lomaptera och familjen Cetoniidae. Inga underarter finns listade i Catalogue of Life.